# Étienne Marc Quatremère
Pour les autres membres de la famille Quatremère, voir Quatremère.
Étienne Marc Quatremère, né le 12 juillet 1782 à Paris où il est mort le 18 septembre 1857 est un orientaliste français.

## Biographie

### Enfance
Né à Paris dans une famille aisée de négociants, Étienne Marc Quatremère est le fils de Marc Étienne Quatremère et de Suzanne Sophie Lesueur-Florent et petit-fils d'Anne-Charlotte Bourjot et de Nicolas-Étienne Quatremère, un échevin de Paris guillotiné pendant la période dite de Terreur en 1794. Sa mère devenue veuve, Quatremère reprend l'imprimerie familiale et Étienne poursuit des études classiques complètes. Quatremère intègre le Collège de France où il suit le cours d'arabe de Sylvestre de Sacy.

### Vie active
Étienne Quatremère travaille au département des manuscrits à la Bibliothèque impériale. Après quoi, il devient professeur de langue et littérature grecque à la faculté de lettre de Rouen. Il est membre de l'Académie des inscriptions et belles-lettres dès 1815. Il étudia et enseigna les langues sémitiques et persanes, et il apprit également le turc et le copte.
Il est nommé professeur d'hébreu et de syriaque au Collège de France en 1819, et, à la mort de Silvestre de Sacy, son maître, il le remplace comme professeur de persan à l'École des langues orientales à partir de 1838.

### Mort et hommage
Quatremère est inhumé au cimetière du Père-Lachaise (32e division).
Renan écrit de lui : 

« pour l’exégèse biblique, il était resté volontairement en dehors du mouvement scientifique. Il ressemblait bien plus à M. Garnier qu’à M. Le Hir. Janséniste à la façon de Silvestre de Sacy, il partageait le demi-rationalisme de Hug, de Jahn, ― réduisant autant que possible la part du surnaturel, en particulier dans les cas de ce qu’il appelait « les miracles d’une exécution difficile », comme le miracle de Josué, ― retenant cependant le principe, au moins pour les miracles du Nouveau Testament. Cet éclectisme superficiel me satisfit peu. M. Le Hir était bien plus près du vrai en ne cherchant pas à atténuer la chose racontée, et en étudiant attentivement, à la façon d’Ewald, le récit lui-même. Comme grammairien comparatif, M. Quatremère était aussi très inférieur à M. Le Hir ; mais son érudition orientale était colossale. »

## Œuvres
On lui doit :
- des recherches sur la langue copte, sur l'histoire et la géographie de l'Égypte antique, publiées en 1808,
- des lexiques de diverses langues orientales,
- une traduction de l'Histoire des Mongols de Perse, de Rashid al-Din (1836),
- une traduction de l'Histoire des Sultans mamelouks de l'Égypte, d'Ahmad al-Maqrîzî (1837-1845),
- la publication du texte des Prolégomènes d'Ibn Khaldoun (1852),
- un mémoire sur les Nabatéens (1855),
- un mémoire sur le périple d'Hannon (1857),
- Mélanges d'histoire et de philologie orientale (1861),
- Recherches critiques et historiques sur la langue et la littérature de l'Égypte (1808).
- « Mémoire sur le goût des livres chez les orientaux », Journal asiatique, 3e série,
- Mémoire sur les Tombeaux des Rois de Jérusalem, Imprimerie royale, juillet 1838, p. 35-78. (1re édition du texte avec des caractères arabes.)

Quatremère était renommé pour sa mémoire prodigieuse[réf. nécessaire] et son érudition. Il avait formé une riche bibliothèque orientale qui, après sa mort, a été achetée par le roi de Bavière.